# Sinningia cardinalis
Sinningia cardinalis är en tvåhjärtbladig växtart som först beskrevs av Johann Georg Christian Lehmann och som fick sitt nu gällande namn av Harold Emery Moore.
Sinningia cardinalis ingår i släktet Sinningia och familjen Gesneriaceae. Inga underarter finns listade i Catalogue of Life.

## Bildgalleri

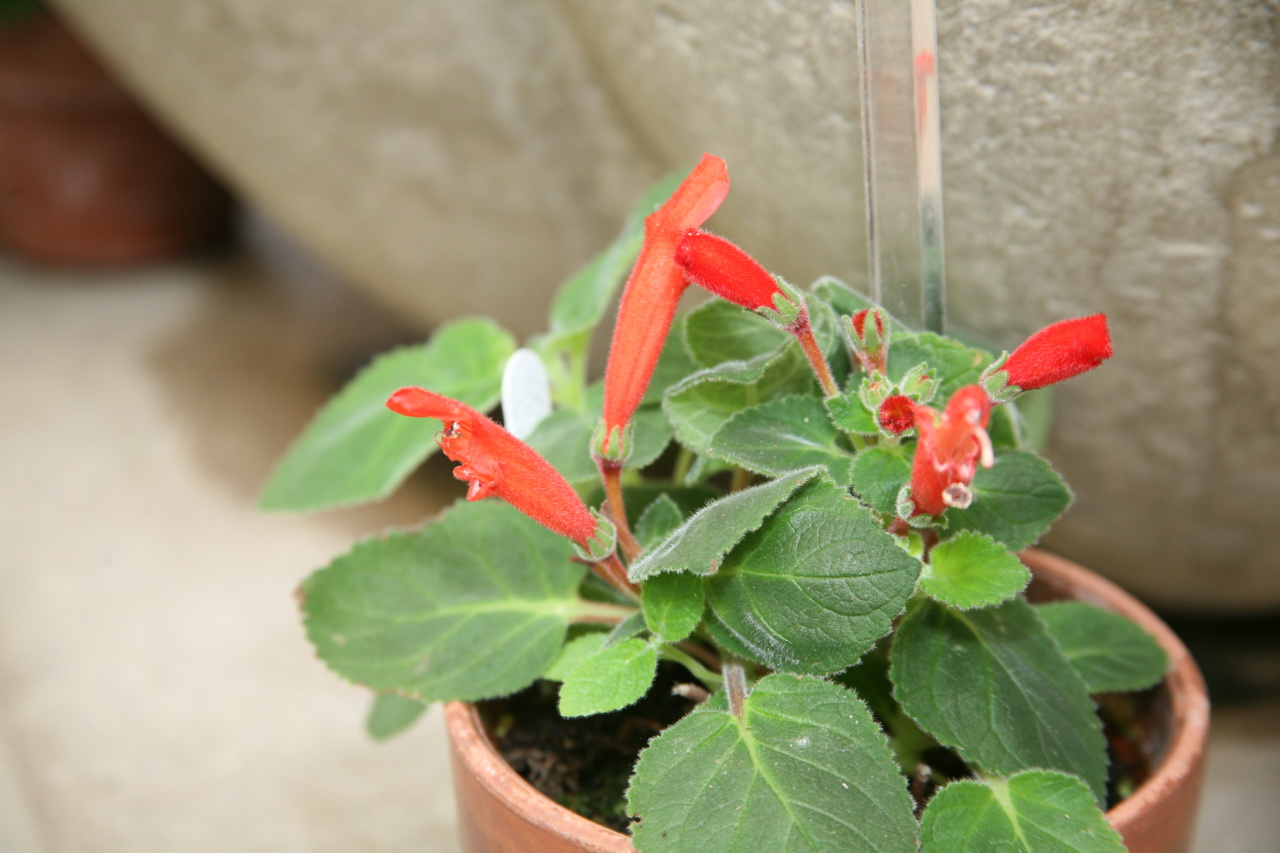
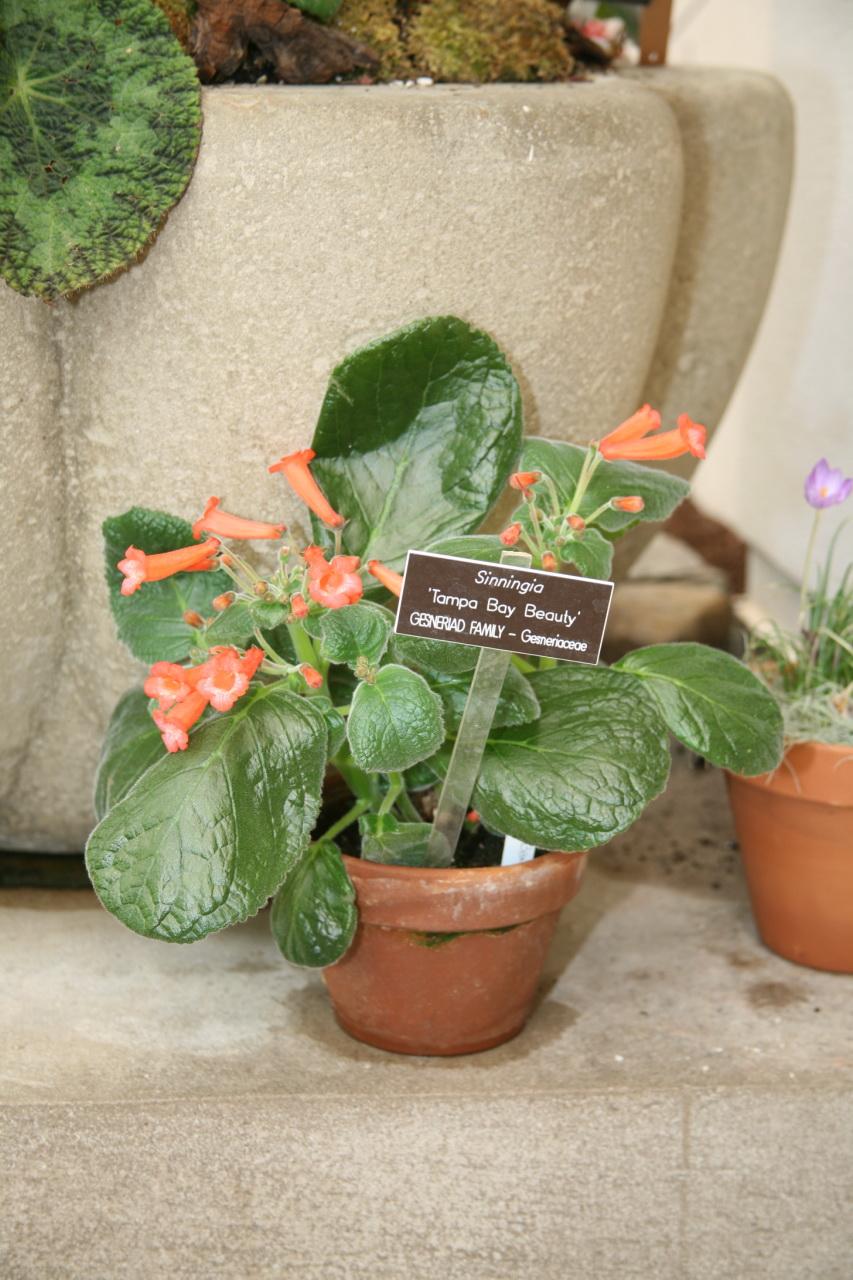